# مائورو فاچی
مائورو فاچی (ایتالیایی: Mauro Facci؛ زادهٔ ۱۱ مهٔ ۱۹۸۲) دوچرخه‌سوار اهل ایتالیا است. وی در مسابقات تور دو فرانس و جیرو دیتالیا شرکت کرده است.